# Karatgurk

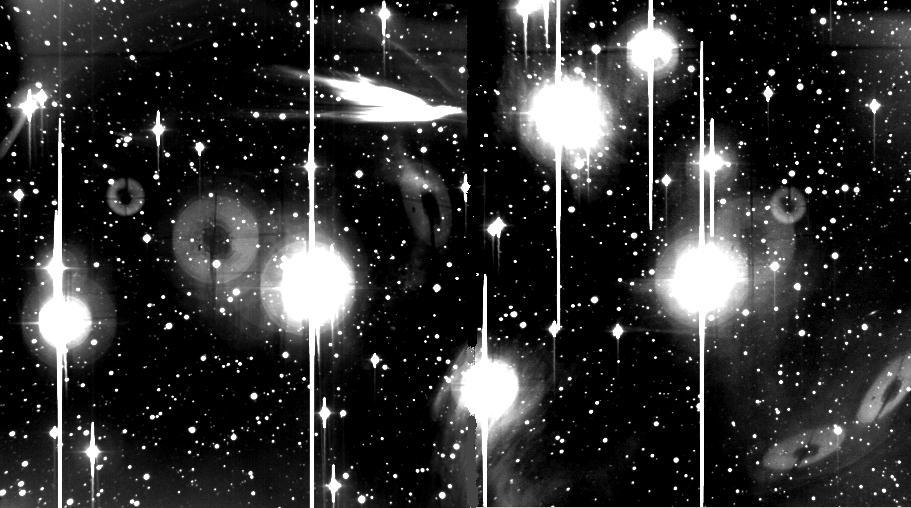
Une astrophotographie (avec des artéfacts) des Pléiades, qui inspirent le mythe des sept sœurs.

Dans la mythologie des Aborigènes d'Australie, les Karatgurk sont sept sœurs qui représentent la constellation des Pléiades. Ce mythe est issu des peuples du sud-est de l'état de Victoria.
Selon une des légendes de la tribu Wurundjeri issue de la nation Kulin, seules sept femmes connaissaient le secret pour faire du feu et elles refusaient de le divulger. Crow (en), un farceur, voulut connaitre leur secret et se lia d'amitié avec les femmes. Il découvrit qu'elles transportaient le feu au bout de bâton fouisseurs, mais aussi qu'elles aimaient les termites et avaient peur des serpents. Crow cacha des serpents dans une termitière et, sur ses conseils, les femmes entreprirent de l'ouvrir. Libérés, les serpents les attaquèrent. En les combattant, le feu tomba des bâtons fouisseurs et Crow s'empressa de le ramasser. À son tour, il refusa de le partager. Lors d'une altercation avec un homme qui lui demandait du feu, Crow lui jeta du charbon, qui était placé sur le bout du bâton. La roche s'enflamma et Crow périt dans l'incendie. Après cela, les sept femmes ont été envoyées dans le ciel et sont devenues les Pléiades, leur bâtons enflammés faisant briller les étoiles.

## Autres mythes
Il existe des mythes issus d'autres tribus aborigènes concernant la constellation des Pléiades. Certains groupes pensaient que les étoiles de la constellation étaient les feuilles scintillantes d'eucalyptus, placées dans le ciel par les esprits des ancêtres afin de guider les morts dans leur cheminement vers le monde des esprits.
Dans une autre version, les étoiles de la constellation sont un groupe de kangourous blancs qui sont chassés par les dingos sauvages, représentant la constellation d'Orion.

## Aujourd'hui
En 2017, le mythe est utilisé dans le titre d'une exposition nommée Songlines: Tracking the Seven Sisters. Cette exposition a pour but de faire découvrir la culture, les traditions et les mythes fondateurs des peuples aborigènes.
En 2022, un terrain de jeu appelé Seven Sisters Park est créé à Wollert, dans la banlieue de Melbourne. Sa conception est inspirée du mythe et permet aux enfants d'en apprendre plus sur celui-ci.
En juin 2024, une série de trois timbres représentant différents interprétations de cette légende est émise.